# INS Visakhapatnam (D66)
El INS Visakhapatnam (D66) es un destructor furtivo de la Marina India asignado en 2021. Es la primera nave de la clase Visakhapatnam (también denominada Proyecto 15B o P15B), una clase de destructores furtivos con misiles de manufactura local. El buque fue construido por Mazagon Dock Shipbuilders (MDL) en Bombai (India). Fue botado en abril de 2015 y comisionado con la marina en noviembre de 2021.

## Construcción
Fue colocada su quilla el 12 de octubre de 2013 y luego botado el 20 de abril de 2015 por el Mazagon Dock Shipbuilders (MDL) en el astillero de Bombai, India. Fue realizada su entrega oficial a la marina el 21 de noviembre de 2021, con presencia de autoridades.